# 山田薬品
山田薬品株式会社（やまだやくひん）は、東京都杉並区に本社を置き、東京都内に「コスメティクスアンドメディカル」の商号で店舗を展開するドラッグストアである。

## 概要
以前は「山田薬局」「ドラッグヤマダ」という店名で展開していた。現在の店舗名は、「出店地域あるいは出店テナントのビル名＋ドラッグ」となっており、たとえば「小伝馬町ドラッグ」「大手町ビルドラッグ」などとしている。ただし、創業店舗の本店だけは「ドラッグヤマダ本店」を名乗っている。
通称は「オフィス街のドラッグストア」。「都市型コミュニケーションドラッグ」をモットーとしており、郊外立地型の薄利多売のディスカウント戦略とは一線を画している。OLをターゲットに「ほっと一休みできる空間を提供する」というコンセプトを標榜しており、薬より化粧品関係を主な販売アイテムとしている。そのため、コスメティクスに特化した専門店も展開している。
東京都内に17店舗を展開しており、ほとんどが千代田区、中央区、新宿区などのビジネス街に立地している。